# Raschid Tüssipbekow
Raschid Töleutajuly Tüssipbekow (kasachisch Рашид Төлеутайұлы Түсіпбеков, russisch Рашид Толеутаевич Тусупбеков; * 28. Januar 1955 in Tschimkent, Kasachische SSR) ist ein kasachischer Jurist und Politiker.

## Leben
Raschid Tüssipbekow wurde 1955 in Tschimkent geboren. Er zog mit sieben Jahren von seiner Heimatstadt im Süden der Kasachischen SSR ins zentralkasachische Karaganda, wo er 1973 seinen Schulabschluss machte. Anschließend leistete er bis 1975 Dienst in der sowjetischen Armee. Er studierte ab 1976 an der juristischen Fakultät der Staatlichen Universität Karaganda und schloss ein Studium der Rechtswissenschaft 1981 ab.
Er begann seine berufliche Laufbahn 1981 als Richter am Bezirksgericht des Kreises Nura in der Oblast Karaganda. Im April 1994 wechselte er als Vorsitzender an das Landesgericht in Karaganda. Im April 1999 wurde er zum Vorsitzenden der Strafkammer des Obersten Gerichtshofs der Republik Kasachstan und auch zum stellvertretender Vorsitzenden des Obersten Gerichtshofs ernannt. Von Oktober bis Dezember 2000 war Tüssipbekow Vorsitzender des Ausschusses für Justizverwaltung am Obersten Gerichtshof. Am 21. Dezember 2000 wurde er dann zum kasachischen Generalstaatsanwalt ernannt. Diese Position hatte er beinahe neun Jahre inne, bevor er am 2. April 2009 in der kasachischen Regierung unter Premierminister Kärim Mässimow neuer Justizminister des Landes. Von Januar 2012 an war er Vorsitzender der Agentur zur Bekämpfung von Wirtschafts- und Korruptionsverbrechen und vom 11. August 2014 bis zum 26. August 2015 bekleidete er die Position des Vorsitzenden des Obersten Justizrates Kasachstans. Seit August 2015 ist er Abgeordneter des kasachischen Senats.